# Qiaodong, Fujian
Qiaodong (kinesiska: 桥东)  är en köping i sydöstra Kina. Den ligger i Zhao'an härad i staden Zhangzhou i provinsen Fujian, omkring 340 kilometer sydväst om provinshuvudstaden Fuzhou. Antalet invånare är 62 025. Befolkningen består av 30 606 kvinnor och 31 419 män. Barn under 15 år utgör 17,0 %, vuxna 15-64 år 72 %, och äldre över 65 år 9,0 %.